# Xiahong (sockenhuvudort i Kina, Zhejiang Sheng, lat 27,52, long 119,87)
Xiahong (kinesiska: Hsia-hung-ts’un, 下洪乡) är en sockenhuvudort i Kina. Den ligger i provinsen Zhejiang, i den östra delen av landet, omkring 310 kilometer söder om provinshuvudstaden Hangzhou. Antalet invånare är 5 432. Befolkningen består av 2 509 kvinnor och 2 923 män. Barn under 15 år utgör 21,0 %, vuxna 15-64 år 61 %, och äldre över 65 år 17,0 %.
Runt Xiahong är det ganska tätbefolkat, med 192 invånare per kvadratkilometer. Närmaste större samhälle är Sankui, 10,5 km söder om Xiahong. I omgivningarna runt Xiahong växer i huvudsak blandskog.
Genomsnittlig årsnederbörd är 2 199 millimeter. Den regnigaste månaden är juni, med i genomsnitt 339 mm nederbörd, och den torraste är oktober, med 63 mm nederbörd.